# Robert L. Bacon
Robert Low Bacon (ur. 23 lipca 1884 w Jamaica Plain w Bostonie, zm. 12 września 1938 w Lake Success) – amerykański polityk, członek Partii Republikańskiej, syn Roberta.

## Działalność polityczna
W okresie od 4 marca 1923 do śmierci 12 września 1938 przez osiem kadencji był przedstawicielem 1. okręgu wyborczego w stanie Nowy Jork w Izbie Reprezentantów Stanów Zjednoczonych.